# Vinterliggare (säsongsarbetare)
Vinterliggare kallas de säsongsarbetare som från 1500- till 1700-talet reste från Österbotten till Sverige där det rådde brist på arbetare. Vinterliggarna som i synnerhet kom från södra Österbotten anlände på hösten och arbetade i tröskningen för att sedan fortsätta under vintern i gruvor, koppar- och järnverk, skogar och sågverk. Vinterliggarna återvände på våren hem till Österbotten för att sköta hem, jordbruk och familj. På hemresan förde de, förutom pengar, med sig bland annat salt och spannmål.